# Megachile kashmirensis
Megachile kashmirensis är en biart som först beskrevs av Borek Tkalcu 1988.  Megachile kashmirensis ingår i släktet tapetserarbin, och familjen buksamlarbin. Inga underarter finns listade i Catalogue of Life.